# Prinses Juliana (schip, 1932)
De Prinses Juliana was een Nederlandse diesel-elektrisch aangedreven ro-ro veerboot die was bestemd voor het traject Hansweert - Walsoorden maar vanaf 1932 tot 1940 samen met de Koningin Wilhelmina voer op de route Vlissingen - Breskens.

## Het schip
Het schip werd besteld door Gedeputeerde Staten van Zeeland. Op 12 oktober 1931 werd het gedoopt door Adrienne Désirée barones Mulert tot de Leemcule, de vrouw van de Zeeuwse Commissaris van de Koning jhr. mr. Johan W. Quarles van Ufford, daarna liep de koplader van stapel. De proeftocht volgde op 14 januari 1932 en 14 februari 1932 werd het schip overgedragen aan de Provinciale Stoombootdiensten in Zeeland.
Bij het uitbreken van de Tweede Wereldoorlog brachten Franse troepen op 17 mei 1940 de veerboot tot zinken in Breskens en raakte die daarbij zwaar beschadigd. Ze werd op 15 augustus 1940 gelicht en de bedoeling was dat het schip weer gerepareerd zou worden op de werf "De Schelde". Dat is echter nooit goed van de grond gekomen door zorgvuldige en goede sabotage van het werfpersoneel. De Prinses Juliana heeft daardoor de hele oorlog in het Kanaal door Walcheren gelegen. De terugtrekkende Duitse troepen brachten in oktober 1944 de Prinses Juliana samen met de Prins Hendrik tot zinken in de ingang van de Vlissingse haven. 
Na de berging bleek dat eigenlijk alleen de hoofdmotor nog gelijk kon worden gebruikt en die werd overgezet in de Prins Hendrik. Veel andere onderdelen werden hergebruikt in de nieuwe Prinses Juliana, de latere Koningin Juliana. Pas in 1952 werd het gehele achterschip van de oorspronkelijke Prinses Juliana gesloopt. Toekomstige veerboten zouden groter worden en daarmee zou dat achterschip niet meer te hergebruiken zijn.

## De techniek
In tegenstelling tot de meeste andere grote schepen werd de Prinses Juliana met een helmstok bestuurd, in de plaats van een gebruikelijk stuurrad.
Het schip werd aangedreven door een enkelwerkende 8-cilinder Werkspoor-Sulzer dieselmotor van 1200 pk, direct gekoppeld aan twee hoofddynamo's met opwekdynamo van Electrotechnische Industie Smit Slikkerveer, opgesteld in de motorkamer midscheeps, waarmee elektrische energie werd opgewekt voor de voortstuwing in de voor- en achterpiek via twee elektromotoren met een korte schroefas gekoppeld aan een schroef. De stuurman kon zelf de elektromotoren van de schroeven in de stuurhut bedienen, zonder tussenkomst van een machinist. Een groot voordeel van deze voortstuwing was dat de schroeven voor en achter tegen elkaar in konden draaien, waardoor het schip om haar as kon draaien.  
In de machinekamer stonden ook drie sets Deutz-diesels met dynamo. Hiermee werd de energie opgewekt voor zaken als roeren, verlichting en verwarming.

## Liggers Scheepmetingsdienst[2]
| Meetnummer | District en volgnr. | Meetdatum     | Meetplaats | Lengte [m] | Breedte [m] | Inzinking [m] | Waterverplaatsing [ton] | Naam            | Eigenaar                                         | Domicilie  |
| ---------- | ------------------- | ------------- | ---------- | ---------- | ----------- | ------------- | ----------------------- | --------------- | ------------------------------------------------ | ---------- |
| Mb304N     | Middelburg          | 18 april 1932 | Vlissingen | 65,52      | 12,72       | –             | 386,621                 | PRINSES JULIANA | Provinciale Stoomboot Dienst v.d. Wester Schelde | Vlissingen |